# آلبرت ساروت
آلبرت ساروت (فرانسوی: Albert Sarraut‎؛ زاده ۲۸ ژوئیه ۱۸۷۲ – درگذشته ۲۶ نوامبر ۱۹۶۲) یک سیاست‌مدار اهل فرانسه بود.